# ارنست روزنکویست
ارنست روزنکویست (انگلیسی: Ernst Rosenqvist; ۲۴ اوت ۱۸۶۹ – ۲۷ مهٔ ۱۹۳۲) ورزشکار اهل فنلاند بود.
وی در مسابقات کشوری و بین‌المللی در مجموع برندهٔ ۱ مدال برنز شده‌است.